# Чимоне
Чимоне (італ. Cimone, вен. Cimone) — муніципалітет в Італії, у регіоні Трентіно-Альто-Адідже,  провінція Тренто.
Чимоне розташоване на відстані близько 470 км на північ від Рима, 11 км на південний захід від Тренто.
Населення — 727 осіб (2014).
Щорічний фестиваль відбувається 16 серпня. Покровитель — святий Рох.

## Демографія
Населення за роками:

Станом на 1 січня 2023 року в муніципалітеті офіційно проживали 33 іноземці з 10 країн, серед них 7 громадян країн Євросоюзу та 1 громадянин України.

## Сусідні муніципалітети
- Альдено
- Каведіне
- Гарніга-Терме
- Помароло
- Тренто
- Вілла-Лагарина